# Sílvia Alberto
Sílvia Alberto (Lisboa, 18 de mayo de 1981) es una presentadora de televisión y actriz portuguesa, empleada de la Rádio e Televisão de Portugal (RTP). Debutó en 2000 como presentadora del programa infantil Clube Disney en RTP1.

## Inicios
Alberto estudió Teatro en la Escuela Superior de Teatro y Cine de Lisboa.

## Carrera
Alberto es conocida por haber presentado varias ediciones del Festival da Canção, Dança Comigo (versión portuguesa de Strictly Come Dancing), Operação Triunfo (versión portuguesa de Operación Triunfo), así como el concurso de talentos Aquí há talento.
También pasó durante una excedencia de tres años por la cadena privada SIC, donde copresentó las dos primeras ediciones de Ídolos (versión portuguesa de Pop Idol) y los Premios Globos de Oro de Portugal. 
En mayo de 2018, Alberto presentó junto a Daniela Ruah, Filomena Cautela y Catarina Furtado la LXIII edición del Festival de la Canción de Eurovisión que se celebró en el Altice Arena en Lisboa.